# Львовский № 3
Львовский № 3 — упразднённое село в Бабаюртовском районе Дагестана. На момент упразднения входило в состав Львовского сельсовета. Исключено из учётных данных после 2002 года. С 1972 года фактически являлось частью села Турзин Лакского района.

## Географическое положение
Расположено в 40 км к юго-востоку от села Бабаюрт, у федеральной трассы Астрахань-Махачкала, на канале Тальма.

## История
В 1900 году на земле приобретенной у братьев Львовых (1040 десятин), немцами-меннонитами, переселенцами из Подднепровья, была основана колония Тальма или № 3. До революции 1917 года в колонии размешались меннонитский молитвенный дом, мельница И. Никеля, лавка И. Дерксена, аптека, школа.  Во время гражданской войны колония подверглась разграблению, а большая часть населения покинула его. По данным на 1926 год колония № 3 состояла из 20 хозяйств и входила в состав Львовского сельсовета. На основании секретного постановления ГКО № 827 «О переселении немцев из Дагестанской и Чечено-Ингушской АССР» от 22 октября 1941 года все немцы Дагестана, в том числе и колонии Тальма, были выселены в Сибирь и Казахстан. По данным на 1959 год село входило в состав Толмакубского сельсовета. В середине 1950-х годов земли бывшей колонии были переданы под зимние пастбища колхоза имени Сталина села Куба Лакского района. Указом ПВС ДАССР от 23.02.1972 года на территории Бабаюртовского района, на землях закрепленных за колхозом «Искра» зарегистрированы населённые пункты: Турзин и Львовский № 3. Несмотря на это, вплоть до 2002 года, село продолжало учитываться как населенный пункт Львовского сельсовета Бабаюртовского района.

## Население
| 1902 | 1914 | 1918 | 1926 | 1939 | 1959 | 1970 |
| ---- | ---- | ---- | ---- | ---- | ---- | ---- |
| 100  | ↗132 | ↘130 | ↘116 | ↗184 | ↘95  | ↗221 |
| 1989 | 2002 |      |      |      |      |      |
| ↘15  | ↘0   |      |      |      |      |      |

Национальный состав
При образовании в колонии проживали немцы, исповедовавшие меннонитство. В 1926 году колония продолжала оставаться моноэтнической — немецкой. По данным на 1959 год в селе проживали кумыки.
По данным Всесоюзной переписи населения 1989 года:
| № | Национальность | Численность, чел. | Доля |
| - | -------------- | ----------------- | ---- |
| 1 | лакцы          | 13                | 86 % |
| 2 | кумыки         | 1                 | 7 %  |
| 3 | русские        | 1                 | 7 %  |